# Synopsis plantarum succulentarum
Synopsis plantarum succulentarum (abreujat Syn. Pl. Succ.) és un llibre amb descripcions botàniques que va ser escrit per Adrian Hardy Haworth i publicat a Londres a l'any 1812 amb el nom de Supplementum Plantarum Succulentarum: Sistens Plantas Novas Vel Nuper Introductas Sive Omissas. En: Synopsis Plantarum Succulentarum Cum Observationibus Variis Anglicanis.